# Ploërmel
 Ploërmel  (bretonisch Ploermael) ist eine französische Gemeinde mit 10.021 Einwohnern (Stand 1. Januar 2022) im Département Morbihan in der Region Bretagne. Sie gehört zum Arrondissement Pontivy und zum Kanton Ploërmel.
Sie entstand mit Wirkung vom 1. Januar 2019 als namensgleiche Commune nouvelle durch die Zusammenlegung der bisherigen Gemeinden Ploërmel und Monterrein. Nur Monterrein hat in der neuen Gemeinde den Status einer Commune déléguée.

## Gliederung
| Ortsteil                      | ehemaliger INSEE-Code | Fläche (km²) | Einwohnerzahl (2018) |
| ----------------------------- | --------------------- | ------------ | -------------------- |
| Monterrein                    | 56138                 | 07,01        | 0396                 |
| Ploërmel (Verwaltungssitz)000 | 56165                 | 50,81        | 9391                 |

## Geschichte
Aus prähistorischer Zeit stammt der Menhir du Piprais.
Am 26. März 1351, während des Bretonischen Erbfolgekriegs (Ploërmel war von 1350 bis 1370 unter englischer Besatzung) fand auf halber Strecke zwischen Ploërmel und Josselin in der Nähe des Ortes das berühmte Turnier der Dreißig statt. 1828 wurde am gleichen Ort ein Gedenk-Obelisk errichtet.
Am Bahnhof Ploërmel trafen sich einst normalspurige Eisenbahnen aus Montauban, aus Châteaubriant und aus Questembert; die Chemins de fer du Morbihan hatten die Stadt zusätzlich an ihr Meterspurnetz angeschlossen. Alle Strecken sind außer Betrieb und abgebaut.
- Am 10. Dezember 2006 wurde in der Stadt eine neun Meter hohe Bronzestatue des Papstes Johannes Paul II. enthüllt, ein Geschenk des Bildhauers Surab Zereteli, Ehrenbürger von Ploërmel; gegen diese Statue erhob sich erheblicher Widerstand, zumal es in Frankreich seit 1905 untersagt ist, religiöse Symbole auf öffentlichen Plätzen aufzustellen. Das Denkmal wurde 2018 entfernt und auf ein nahe gelegenes Gelände, das der Römisch-Katholischen Kirche gehört, und damit Privatgelände ist, neu aufgestellt.
- Paul Anselin, Bürgermeister von Ploërmel, erhielt den Big Brother Award 2006, weil er – trotz geringer Kriminalitätsrate – in einer Stadt von weniger als 10.000 Einwohnern 50 Überwachungskameras installierte oder installieren wollte.

### Bevölkerungsentwicklung
| Jahr                       | 1962 | 1968 | 1975 | 1982 | 1990 | 1999 | 2009 | 2019 |
| Einwohner                  | 5723 | 5907 | 6218 | 6563 | 6996 | 7525 | 9008 | 9791 |
| Quellen: Cassini und INSEE |      |      |      |      |      |      |      |      |

## Sehenswürdigkeiten
In der Altstadt

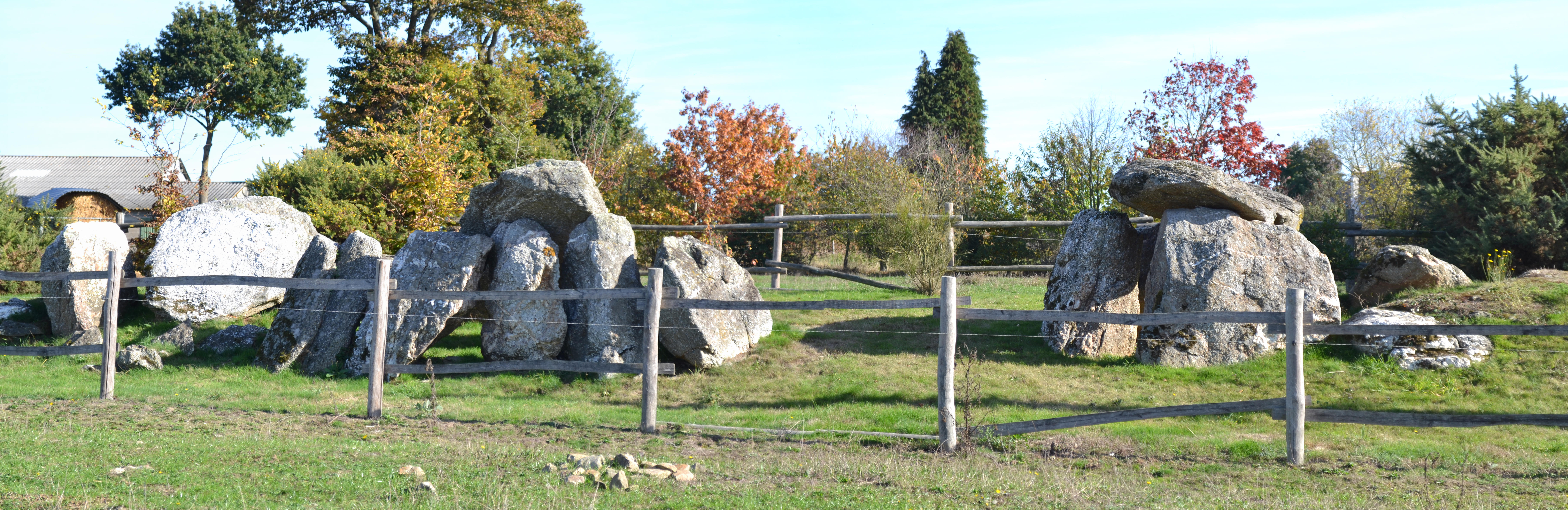
Allée couverte von Haut-Bézon

- Reste der Befestigungsanlagen aus dem Jahr 1175
- Karmeliterkloster (13. Jahrhundert)
- „Blaue Kapelle“ Sainte-Marie-des-Carmes (19. Jahrhundert)

In der ville close
- Haus der Marmousets (1586)
- Ehemaliges Hôtel der bretonischen Herzöge (1150)
- Maison Bigarré (1669)
- Astronomische Uhr (1850/55) (Monument historique)
- Naturkundemuseum
- Museum Jean-Marie de La Mennais.
- Kirche Saint-Armel (15. Jahrhundert) mit den Grabmälern der Herzöge Johann II. und Johann III., sowie Johanns von Montauban, des Kanzlers der Anne de Bretagne.

## Städtepartnerschaften
- Cobh, Irland
- Samtgemeinde Apensen, Deutschland (Niedersachsen)
- Dittmannsdorf und Witzschdorf, Gemeinde Gornau/Erzgeb., Deutschland (Sachsen)
- Gorseinon, Wales
- Kolbuszowa, Polen

## Persönlichkeiten
- Jean-Louis Dubreton (1773–1855), General der Infanterie
- Alphonse-Françoise-Marie Guérin (1817–1895), Chirurg und Standespolitiker
- Alexis Le Strat (1898–1970), Politiker
- Joseph Madec (1923–2013), Bischof von Fréjus-Toulon von 1983 bis 2000
- Jean-Charles Gicquel (* 1967), Hochspringer